# Rasmus Dinesen
Rasmus Dinesen (født i 1971) er en dansk filminstruktør, filmproducent og kameramand.

## Filmografi
I 2003 instruerede Rasmus Dinesen og Arnold Krøjgaard filmen Det forbudte landshold om det tibetanske fodboldlandshold, der træner til foldboldkampen mod Grønlands fodboldlandshold.
Filmen vandt i 2004 Bedste Film på Krasnogorski International Filmfestival, Special Mention på FID i Marseille og Publikumspris på Sport Movies & Tv - Milano International FICTS Festival i Milano.
Andre kortfilm og dokumentar:
| År   | Film                                      | Type                             | Rulle                  | Længde  |
| ---- | ----------------------------------------- | -------------------------------- | ---------------------- | ------- |
| 1998 | United Colours of football                | dokumentar                       | regissør og producer   | 20 min. |
| 2001 | Summertime                                | kortfilm                         | instruktør             | 8 min.  |
| 2000 | Duellen                                   | kortfilm                         | instruktør og producer | 8 min.  |
| 2002 | Traffic safety                            | kortfilm                         | instruktør             | 7 min.  |
| 2008 | Diplomacy - the responsibility to protect | dokumentarfilm                   | instruktør             | 47 min. |
| 2011 | Verdens bedste kok                        | dokumentarfilm om Rasmus Kofoed  | instruktør             |         |
| 2015 | Stjernekokke 03                           |                                  |                        |         |
| 2016 | Hugo på bas                               | dokumentarfilm om Hugo Rasmussen |                        | 48 min. |
| 2017 | Michelin Stars - Tales From The Kitchen   | dokumentarfilm                   | instruktør             | 60 min. |